# Hypselospinus
Hypselospinus ("vysoká páteř") byl rod iguanodontního ornitopodního dinosaura, žijícího v období spodní křídy (stupeň valangin) na území dnešní Velké Británie. Původně byl popsán jako Iguanodon fittoni Richardem Lydekkerem již v roce 1889. Tento ornitopod dosahoval délky asi 6 až 7 metrů a hmotnosti kolem 2500 kilogramů. Podobal se poněkud mohutnějšímu příbuznému z rodu Barilium, žijícímu ve stejné době. Oba tyto rody popsal paleontolog David Norman v roce 2010, původně byly řazeny do rodu Iguanodon.